# Nahořany (Větřní)
Nahořany (německy Hochdorf) je malá vesnice, část obce Větřní v okrese Český Krumlov. Nachází se asi 7 km na jihovýchod od Větřní. Je zde evidováno 21 adres. Ve vsi se do Vltavy vlévá Všimarský potok.
Nahořany leží v katastrálním území Záhoří u Větřní o rozloze 12,24 km².

## Historie
První písemná zmínka o vesnici pochází z roku 1379.